# 梅琳达·盖茨
梅琳达·盖茨，DBE（英語：Melinda Gates，1964年8月15日—），婚前姓法蘭奇（英語：French），是一位美國慈善家、前電腦科學家和前微軟總經理。梅琳達多年來被《福布斯》雜誌評為世界上最有權威的女性之一。2000年，她和丈夫比爾·蓋茨共同創立了比尔及梅琳达·盖茨基金会，截至2015年，它是全球最大的私人慈善組織。2021年5月，和比尔·盖茨達成離婚協議。

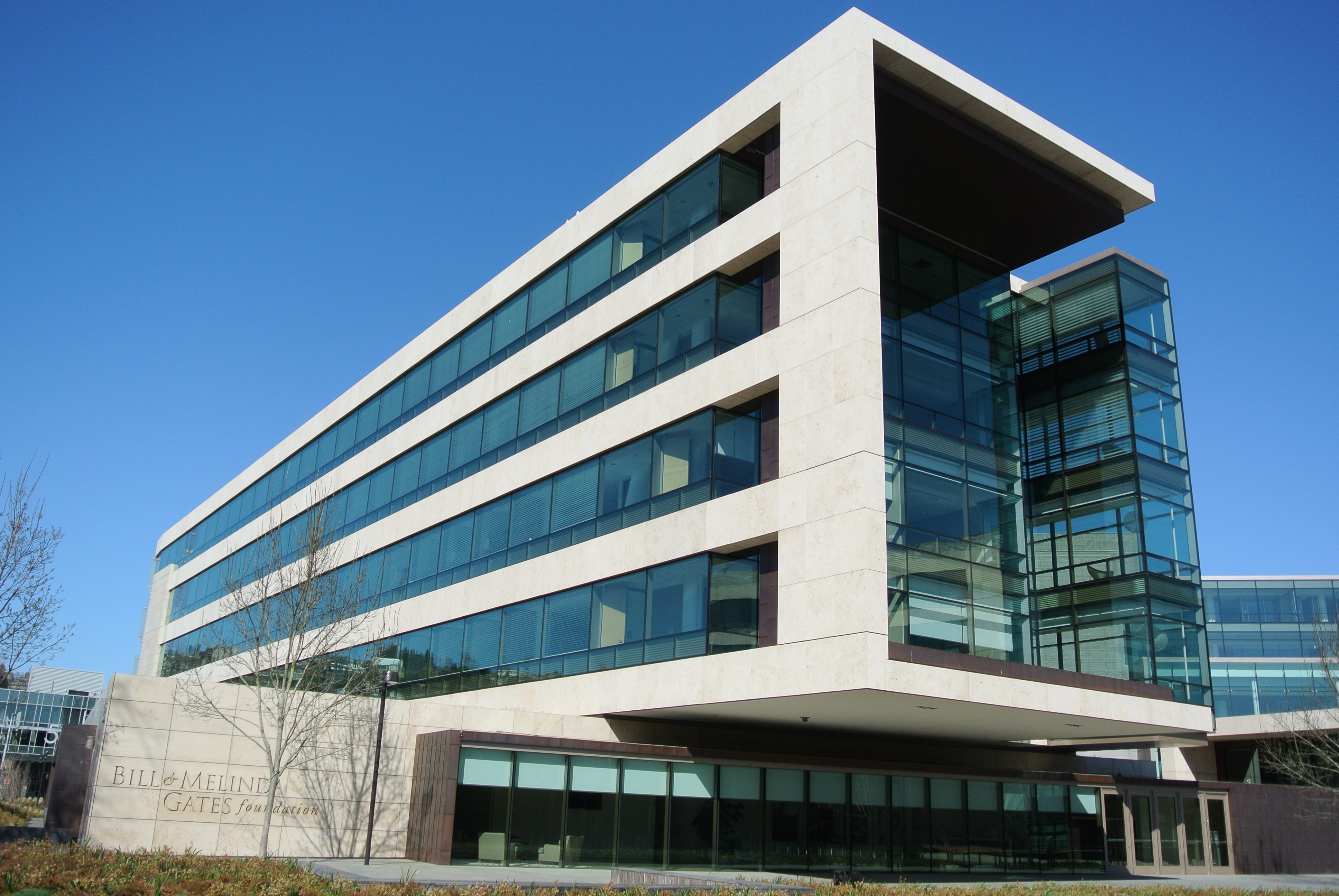
位于西雅图的比尔与美琳达·盖茨基金会大楼

## 早年生活
梅琳达于1964年8月15日出生在德克萨斯州的达拉斯。 她是航天工程师小雷蒙德-约瑟夫-法蘭奇和伊莱恩-艾格尼丝-阿默兰所生四个孩子中的第二个。梅林达有一个姐姐和两个弟弟。
梅琳达從小在圣莫尼卡天主教学校上学。14岁时，梅林达在父亲和学校老师的介绍下，开始接触苹果II。 由於这個经历，她对電腦游戏和BASIC编程语言产生了兴趣。
梅琳达于1982年自Ursuline Academy of Dallas毕业, 當時，她是致告別辭的畢業生的班代表。她于1986年在杜克大学获得计算机科学和经济学学士学位，并于1987年获得杜克大学富卡商学院的MBA学位。在杜克大学，梅琳达是Kappa Alpha Theta姐妹會Beta Rho分会成员。

## 職業生涯
梅琳达的首份工作是辅导小孩学习数学和计算机编程。毕业后，她成为微软的营销经理，负责多媒体产品的开发。这些产品包括Cinemania、Encarta (多媒體百科全書光碟)、Publisher、Microsoft Bob、Money、Works（Macintosh）和Word。她也曾於Expedia工作，Expedia成为最受欢迎的旅游预订网站之一。20世纪90年代初，梅琳达被任命为信息产品部总经理，她一直担任这一职务，直到1996年。
梅琳达在1996年至2003年期间担任杜克大学董事会成员。并於2004年-2010年期間擔任《华盛顿邮报》公司的董事。2015年，梅琳达成立了Pivotal Ventures，以尋找、帮助开发和实施影响美国妇女和家庭问题的创新解决方案。

## 個人生活
梅琳達在1987年加入微軟成為產品經理，梅琳達與盖茨在紐約的工作晚宴上認識並開始約會。1994年，她与盖茨在夏威夷的拉奈岛举行了私人婚禮。他們育有3個孩子：珍尼佛·凱瑟林·蓋茨（1996年）、羅里·約翰·蓋茨（1999年）和菲比·阿黛爾·蓋茨（2002年）。
2021年5月3日，盖茨和梅琳达在推特发表声明宣布离婚，結束27年婚姻。

## 女性主義
梅琳達曾主張「提升女性，也就提升了全人類」，並在其著作「提升的時刻」(The Moment of Lift: How Empowering Women Changes the World) 中表示「身為女性主義者相信每個女人都應該能發表意見並發揮她的潛能，且男女應該一起合作克服障礙，終結一直拖累女性的偏見」
她透過幫助更多的女性投入科技行業和倡導女性自主計劃生育，鼓勵更多女性擺脫貧困、追尋夢想。

## 榮譽
她和盖茨，以及搖滾歌手出身的U2合唱團主唱波諾等三人，因樂善好施的品行共同膺選為美國時代雜誌2005年「年度風雲人物」。

## 著作
| 年份   | 書名                                                                       | 作者        | 出版社         | ISBN               |
| ------ | -------------------------------------------------------------------------- | ----------- | -------------- | ------------------ |
| 2019年 | 《提升的時刻》(The Moment of Lift: How Empowering Women Changes the World) | 梅琳达·盖茨 | 台北：遠流出版 | ISBN 9789573286288 |